# Óscar Izurieta Molina
Óscar Izurieta Molina (Santiago de Chile, 24 de octubre de 1909-ibíd., 17 de agosto de 1990), fue un militar chileno que tuvo el grado de general de Ejército y fue comandante en jefe del Ejército de Chile entre 1958 y 1964.

## Biografía
Hijo de Ricardo Izurieta Torres, inmigrante español oriundo de Ortigosa de Cameros, La Rioja, España, que llegó a Chile durante la primera década del siglo XX, y de Elvira Molina. Sus hermanos fueron Pelayo y Fernando. Por el primero es tío de Ricardo Izurieta, también excomandante en jefe del Ejército.
Casado con Blanca Ferrer, es padre del también militar y excomandante en jefe Óscar Izurieta Ferrer.

## Carrera militar
Egresó de la Escuela Militar a los 16 años e ingresó a la Academia de Guerra del Ejército de Chile a los 22. A los 26 años ya era Oficial de Estado Mayor. Sirvió en la Escuela de Infantería y en la Escuela Militar. En 1941 fue destinado a Estados Unidos de América, siendo el primer oficial chileno en desempeñarse en la Escuela de Infantería en Fort Benning, Georgia.
Llegó a la cúspide de la carrera militar, siendo nombrado comandante en jefe del Ejército por el presidente Jorge Alessandri, cargo que ejerció entre el 14 de noviembre de 1958 y el 3 de noviembre de 1964.
Tras su retiro, entre 1976 y 1988, fue miembro del Consejo de Estado de Chile establecido durante la dictadura militar.

### Antecedentes militares
- 1922: Cadete de la Escuela Militar.
- 1926: Alférez.
- 1926: Subteniente.
- 1929: Teniente.
- 1935: Capitán.
- 1940: Mayor.
- 1948: Teniente coronel.
- 1954: Coronel.
- 1957: General de Brigada.
- 1958: General de División.
- 1959: General de Ejército.